# زانيكلية مفلطحة الأوراق
زانيكلية مفلطحة الأوراق (الاسم العلمي:Zannichellia obtusifolia) هي نوع من النباتات تتبع جنس الزانيكلية من الفصيلة المزمارية.